# Orkaren
Orkaren är en sjö i Askersunds kommun i Närke och ingår i Motala ströms huvudavrinningsområde. Sjön har en area på 0,403 kvadratkilometer och ligger 172,9 meter över havet. Sjön avvattnas av vattendraget Venaån.

## Delavrinningsområde
Orkaren ingår i det delavrinningsområde (652852-145656) som SMHI kallar för Mynnar i Åmmelången. Medelhöjden är 162 meter över havet och ytan är 16,08 kvadratkilometer. Det finns inga avrinningsområden uppströms utan avrinningsområdet är högsta punkten. Venaån som avvattnar avrinningsområdet har biflödesordning 3, vilket innebär att vattnet flödar genom totalt 3 vattendrag innan det når havet efter 161 kilometer. Avrinningsområdet består mestadels av skog (69 procent) och jordbruk (10 procent). Avrinningsområdet har 3,6 kvadratkilometer vattenytor vilket ger det en sjöprocent på 7,3 procent. Bebyggelsen i området täcker en yta av 1,17 kvadratkilometer eller 2 procent av avrinningsområdet.